# ...To Be Loved: The Best of Papa Roach
To Be Loved: The Best of Papa Roach è una raccolta del gruppo musicale rock statunitense Papa Roach, pubblicata il 29 giugno 2010 dall'etichetta discografica Geffen.

## Tracce
CD (Geffen 06025 2722419 (UMG) / EAN 0602527224190)
Testi e musiche di Jacoby Shaddix, Tobin Esperance, tranne dove indicato.
1. Broken Home – 3:41 (Jacoby Shaddix, Tobin Esperance, Dave Buckner, Jerry Horton)
2. Last Resort – 3:20 (Jacoby Shaddix, Tobin Esperance, Dave Buckner, Jerry Horton)
3. Time and Time Again – 2:58
4. She Loves Me Not – 3:31
5. Scars – 3:28
6. Getting Away with Murder – 3:10 (Jacoby Shaddix, Tobin Esperance, Jerry Horton)
7. Just Go (Never Look Back) – 2:56
8. ...To Be Loved – 3:01
9. Reckless – 3:33 (Jacoby Shaddix, Tobin Esperance, Dave Buckner)
10. Had Enough (Acoustic) – 4:14 (Jacoby Shaddix, Tobin Esperance, Jerry Horton)
11. Forever (Live) – 3:38 (Jacoby Shaddix, Tobin Esperance, Dave Buckner, Jerry Horton)
12. Hollywood Whore – 3:55 (Jacoby Shaddix, Tobin Esperance, Jerry Horton)
13. Lifeline – 4:28 (Jacoby Shaddix, Tobin Esperance, James Michael)
14. Scars (Acoustic) – 3:10 (Jacoby Shaddix, Tobin Esperance, Dave Buckner, Jerry Horton)

## Classifiche
| Paese       | Posizione raggiunta |
| ----------- | ------------------- |
| Grecia      | 48                  |
| Stati Uniti | 83                  |
| Svizzera    | 89                  |